# Pizzo Fiorèra
Pizzo Fiorèra är en bergstopp i Schweiz.   Den ligger i kantonen Ticino, i den södra delen av landet, 100 km sydost om huvudstaden Bern. Toppen på Pizzo Fiorèra är 2 921 meter över havet, eller 252 meter över den omgivande terrängen. Bredden vid basen är 1,2 km.
Terrängen runt Pizzo Fiorèra är huvudsakligen bergig. Runt Pizzo Fiorèra är det mycket glesbefolkat, med 5 invånare per kvadratkilometer.. Närmaste större samhälle är Cevio, 12,4 km sydost om Pizzo Fiorèra. 
I omgivningarna runt Pizzo Fiorèra växer i huvudsak blandskog.